# Batuhan Demirçin
Batuhan Demirçin (ur. 23 października 1989) – turecki zapaśnik walczący w stylu wolnym. Zajął 21. miejsce na mistrzostwach świata w 2011. Brązowy medalista mistrzostw Europy w 2010. Siódmy w Pucharze Świata w 2010 i ósmy w 2012. Mistrz Europy kadetów w 2006 roku.